# Plumularia dolichotheca
Plumularia dolichotheca is een hydroïdpoliep uit de familie Plumulariidae. De poliep komt uit het geslacht Plumularia. Plumularia dolichotheca werd in 1883 voor het eerst wetenschappelijk beschreven door Allman. 